# Мирзаев, Гофуржон Ганиевич
Гофуржон Ганиевич Мирзаев (узб. Gʻofurjon Gʻaniyevich Mirzayev; род. 21 апреля 1964, Ферганская область, Узбекская ССР) — узбекский государственный деятель, с 15 декабря 2016 года хоким Сырдарьинской области. В 2020 году избран в Сенат Олий Мажлиса Республики Узбекистан IV созыва.

## Биография
В 1990 году окончил Ташкентский политехнический институт. В 2000 году окончил Ташкентский государственный экономический университет.
Трудовую деятельность начал настройщиком оборудования на зерноперерабатывающего завода в Багдадском районе Ферганской области, затем там же становится инженером по автоматизации, а позже заместителем начальника. В 1994 назначен заместителем хокима Багдадского района по вопросам строительства, промышленности, транспорта и связи. В 1997 году перешёл на работу начальником Главного управления строительства, новых технологий и модернизации Государственного акционерного общества «Уздонмахсулот». В 1998 году становится председателем Ферганского акционерного общества зернопроизводителей. В 2000 году снова становится начальником Главного управления строительства, новых технологий и модернизации Государственного акционерного общества «Уздонмахсулот».
В 2003 году перешёл на работу инспектором в Аппарат президента Республики Узбекистан, где и работал до назначения хокимом Сырдарьинской области.
15 декабря 2016 года Гофуржон Мирзаев назначен хокимом Сырдарьинской области вместо Ойбека Ашурматова.
В 2020 году избран в Сенат Олий Мажлиса Республики Узбекистан.